# Woodloch
Woodloch – miasto w Stanach Zjednoczonych, w stanie Teksas, w hrabstwie Montgomery.